# Sergio Peris-Mencheta
Luis Sergio Peris-Mencheta Barrio ( Madrid, 7 april 1975) is een Spaanse film-, theater- en televisieacteur en theaterregisseur.

## Biografie
Zoon van een Madrileen van Valenciaanse afkomst en een Moskouse vrouw, Lola Barrio, dochter van Spaanse ballingen. Zijn grootvader langs moederskant was Jacinto Barrio Capilla. Zijn grootvader van moederskant was Jacinto Barrio Capilla. Hij studeerde aan het Franse Lyceum in Madrid. Hij was rugbyspeler: met zijn team werd hij international en won hij meerdere kampioenschappen, en hij schopte het tot aanvoerder van het nationale jeugdelftal.
Na het afronden van zijn middelbare studies, ging hij rechten en bedrijfskunde studeren aan de Universiteit Carlos III. In de toneelgroep van de universiteit, destijds onder leiding van Inés París, ontdekte hij — zoals hij in interviews uitlegt — dat hij acteur wilde worden. Hij behaalde met onderscheiding zijn diploma aan de Fundación Shakespeare in het Ateneo de Madrid, promotiejaar 1999, onder leiding van meester Manuel Ángel Conejero.
Na auditie te hebben gedaan voor verschillende castings, werd Peris-Mencheta in 1998 geselecteerd om het personage Dani Daroca Lavín te vertolken in de televisieserie Al salir de classe. Dankzij deze serie, waarin hij meespeelde tot 1999, verwierf Sergio bekendheid bij het tienerpubliek.
In het jaar 2000 maakte hij zijn filmdebuut met Jara (2000) en speelde hij samen met Fele Martínez en Elsa Pataky in de horrorfilm El arte de morir (2000) evenals in komedie Menos es más (2000), waarin hij opnieuw met Elsa Pataky samenwerkte.
In 2004 werkte hij aan de film Tiovivo c van José Luis Garci. 1950 (2004).
Zijn doorbraak in de film kwam in 2006 met de film The Borgias, en daarnaast in internationale producties als Resident Evil: Afterlife en Love Ranch. In 2007 werkte hij opnieuw met Garci in Luz De Domingo.

### Barco Pirata
Peris-Mencheta, samen met Xabier Murúa en Nuria-Cruz Moreno, richtte de productiebedrijf Barco Pirata op, dat in mei 2011 zijn eerste werk presenteerde: Incrementum. De kritiek benadrukt dat het project een theater van revolutie is, met een meer sociale benadering.
In het theater heeft hij onder andere meegespeeld in Julius Caesar (2013), een werk van William Shakespeare . Daarnaast heeft hij regie gevoerd bij producties zoals Incrementum, Tempestad (gebaseerd op Shakespeares The Tempest) en An Invisible Piece of This World.
In 2012 regisseerde hij An Invisible Piece of This World, geschreven en uitgevoerd door Juan Diego Botto. Peris-Mencheta werd genomineerd voor de beste regie en het beste decorontwerp  bij de Max Awards.
In 2014 bracht hij samen met Roberto Álamo de toneelstuk Lluvia constante uit, geregisseerd door David Serrano, en bleven ze het stuk opvoeren in 2015 en 2016.
In februari 2016 regisseerde hij The Door Next Door, die in Avilés in première ging. een komedie van de Fransman Fabrice Roger Lacan met in de hoofdrollen Silvia Marsó en Pablo Chiapella.
Zijn regiecarrière in het theater groeide in 2018 met de presentatie van The Lehman Trilogy, waarin hij het werk rond de Lehman Brothers, oorspronkelijk van Stefano Massini, omvormde tot een muziektheaterwerk.

## Persoonlijk leven
Hij was de partner van actrice Silvia Abascal, en sinds 2005 heeft hij een relatie met actrice Marta Solaz, met wie hij twee kinderen kreeg in 2012 en 2014, voordat ze op 14 juli 2017 trouwden. Hij is verwant aan de journalist, parlementariër en senator Francisco Peris Mencheta.

## Filmografie

### Televisie
| Jaar          | Serie                          | Zender             | Personage                     | Afleveringen     |
| ------------- | ------------------------------ | ------------------ | ----------------------------- | ---------------- |
| 1997          | Mamma per caso                 | RAI 1              |                               | TV Film          |
| 1998          | Hermanas                       | Telecinco          |                               | 1 aflevering     |
| 1998-1999     | Al salir de clase              | Telecinco          | Daniel Daroca Lavín "Dani"    | 230 afleveringen |
| 2000-2001     | Robles, investigador           | La 1               | Alberto                       | 13 afleveringen  |
| 2003          | Mata Hari, la vraie histoire   | Arte               | Vadime de Masloff             | TV Film          |
| 2003          | Arroz y tartana                | La 1               | Nelet                         | TV Film          |
| 2004          | Un paso adelante               | Antena 3           | Jaime                         | 1 aflevering     |
| 2004          | Colette, une femme libre       | France 2           | Fred                          | 2 afleveringen   |
| 2005          | Lobos                          | Antena 3           | Tito Soares                   | 9 afleveringen   |
| 2006          | Estudio 1                      | La 1               | Pedro                         | 1 aflevering     |
| 2007          | Sexo en el plató               | Canal+             |                               | Documentaire     |
| 2009          | 23-F: Historia de una traición | Antena 3           | Zárate                        | 2 afleveringen   |
| 2010          | Metropolis Ferry               |                    |                               | Kortfilm         |
| 2011          | Tierra de lobos                | Telecinco          | Capitán Ugarte                | 8 afleveringen   |
| 2012-2013     | Isabel                         | La 1               | Gonzalo Fernández de Córdoba  | 17 afleveringen  |
| 2013          | Tierra de lobos: la película   | Telecinco          |                               | TV Film          |
| 2014          | Un país de cuento              | TVE                |                               | Sketchs          |
| 2015          | Los archivos del Ministerio    | TVE                |                               | Documentaire     |
| 2016          | The beginning                  |                    | Ricky                         | midiofilm        |
| 2016          | El ministerio del tiempo       | La 1               | Rogelio / Falso Cid Campeador | 1 aflevering     |
| 2016          | Los comensales                 |                    |                               | Documentaire     |
| 2017          | Princesa de hielo              |                    | Antonio                       | Kortfilm         |
| 2017          | La zona                        | #0                 | Aurelio Barrero               | 8 afleveringen   |
| 2017-presente | Snowfall                       | FX                 | Gustavo "El Oso" Zapata       | 50 afleveringen  |
| 2018          | La catedral del mar            | Antena 3           | Nicolau D'Eimeric             | 2 afleveringen   |
| 2018          | La verdad                      | Telecinco          | Ricardo Vega                  | 4 afleveringen   |
| 2021          | S.O.Z Soldados o Zombies       | Amazon Prime Video | Alonso Marroquín              | 8 afleveringen   |

| Jaar       | Kwalificatie                           | Auteur              |                       |
| ---------- | -------------------------------------- | ------------------- | --------------------- |
| 2011       | Incrementum                            | Georges Pérec       | Regisseur en bewerker |
| 2012       | Storm                                  | Willem Shakespeare  | Regisseur en bewerker |
| 2012       | Een onzichtbaar stukje van deze wereld | Juan Diego Botto    | Directeur             |
| 2013       | Julius Caesar                          | Willem Shakespeare  | Acteur                |
| 2014-2016  | Constante regen                        | Keith Huff          | Acteur                |
| 2016       | De keuken                              | Arnold Wesker       | Regisseur en bewerker |
| 2016       | De deur naast de deur                  | Fabrice Roger-Lacan | Regisseur en bewerker |
| 2018-2019  | Lehman-trilogie                        | Stefano Massini     | Regisseur en bewerker |
| 2018-2019  | Wie is meneer Schmitt?                 | Sébastien Thiéry    | Regisseur en bewerker |
| 2020-2022  | Castelvines en Monteses                | Lope de Vega        | Regisseur en bewerker |
| 2022-2023  | Damesvoetbalclub                       | Stefano Massini     | Regisseur en bewerker |
| 2023-heden | Hemelen                                | Wajdi Mouwadad      | Regisseur en bewerker |